# Zbrodnia w Jerzynie
Zbrodnia w Jerzynie – masowy mord na Polakach dokonany podczas rzezi wołyńskiej przez członków UPA w kolonii Jerzyn położonej w gminie Poryck powiatu włodzimierskiego województwa wołyńskiego.
Kolonia Jerzyn (także Jeżyn) liczyła 10 gospodarstw, wyłącznie polskich, powstałych z parcelacji majątku Pawła Gutowskiego.
Według ustaleń Władysława i Ewy Siemaszków Polacy w Jerzynie zostali wymordowani 11 lipca 1943 roku, w dniu tzw.  krwawej niedzieli na Wołyniu. Mordu w Jerzynie dokonała ta sama grupa UPA, która wcześniej tego dnia napadła na kościół w pobliskim Porycku.
Według Siemaszków Polaków w Jerzynie zabijano poprzez rozstrzelanie. Wśród ofiar były także kobiety i dzieci. Do studni wrzucono ciała członków pięcioosobowej rodziny Woźniczków. Zginęło 51 osób. Zdaniem Grzegorza Motyki zabito „około pięćdziesięciu Polaków”.
Po zbrodni miejscowość została ograbiona a domy spalone.
O zbrodniach popełnionych w dniu 11 lipca 1943 roku opowiedział po wojnie w sądzie obwiniony Ohorodniczuk vel Nikołaj Kwitkowśkyj:

Po zabiciu ludzi w kościele w Pawłowce [Porycku], udałem się z grupą do położonej w pobliżu wsi Radowicze oraz polskich kolonii Sadowa i Jeżyn, gdzie wziąłem udział w masowej likwidacji ludności polskiej. W wymienionych koloniach zabito 180 kobiet, dzieci i starców. Wszystkie domy spalono, a mienie i bydło rozgrabiono (...)

Rodzina Maziarzów, poza Wojciechem Maziarzem, uniknęła śmierci w Jerzynie dzięki ostrzeżeniu jej przez ukraińską kobietę.